# Stylidium quadrifurcatum
Stylidium quadrifurcatum är en tvåhjärtbladig växtart som beskrevs av Rica Erickson och J. H.Willis. Stylidium quadrifurcatum ingår i släktet Stylidium och familjen Stylidiaceae. Inga underarter finns listade i Catalogue of Life.